# Michel Lazdunski
Michel Lazdunski (Marselha, 11 de abril de 1938) é um bioquímico francês.